# Коралін Юг
Коралін Юг (фр. Coraline Hugue; нар. 11 березня 1984, Амбрен, Франція) — французька лижниця, учасниця Олімпійських ігор 2014 і 2018 років. Спеціалізується на дистанційних перегонах.

## Спортивна кар'єра
У Кубку світу Юг дебютувала 15 січня 2005 року, у березні того ж року вперше потрапила до десятки найкращих на етапі Кубка світу, в естафеті. Найкраще досягнення Юг у загальному заліку Кубка світу — 39-ме місце в сезоні 2014-2015.
На Олімпійських іграх 2014 року в Сочі стартувала в трьох дисциплінах: скіатлоні — 22-ге місце, мас-старті на 30 км — 7-ме і естафеті — 4-те.
За свою кар'єру взяла участь у трьох чемпіонатах світу, найкращі результати: 10-те місце в перегонах на 10 км вільним стилем на чемпіонаті світу 2013 року і 6-те місце в естафеті на тому ж чемпіонаті.
Використовує лижі та черевики виробництва фірми Fischer.

## Результати за кар'єру
Усі результати наведено за даними Міжнародної федерації лижного спорту.

### Олімпійські ігри
| Рік  | Вік | 10 км індивідуальні пер. | 15 км скіатлон | 30 км мас-старт | Спринт | 4 × 5 км естафета | Командна першість спринт |
| ---- | --- | ------------------------ | -------------- | --------------- | ------ | ----------------- | ------------------------ |
| 2014 | 29  | —                        | 21             | 7               | —      | 4                 | —                        |
| 2018 | 33  | 14                       | 29             | —               | —      | 12                | 8                        |

### Чемпіонати світу
| Рік  | Вік | 10 км індивідуальні пер. | 15 км скіатлон | 30 км мас-старт | Спринт | 4 × 5 км естафета | Командна першість спринт |
| ---- | --- | ------------------------ | -------------- | --------------- | ------ | ----------------- | ------------------------ |
| 2009 | 24  | —                        | 34             | 14              | —      | 8                 | —                        |
| 2013 | 28  | 10                       | 32             | —               | —      | 6                 | 10                       |
| 2015 | 30  | 12                       | —              | —               | —      | 8                 | 6                        |

### Кубки світу

#### Підсумкові місця в Кубку світу за роками
| Сезон | Вік | Місце в дисципліні | Місце в дисципліні | Місце в дисципліні | Місце в Скі Тур | Місце в Скі Тур | Місце в Скі Тур   | Місце в Скі Тур |
| Сезон | Вік | Загалом            | Дистанція          | Спринт             | Nordic Opening  | Тур де Скі      | Фінал Кубка світу | Скі Тур Канада  |
| ----- | --- | ------------------ | ------------------ | ------------------ | --------------- | --------------- | ----------------- | --------------- |
| 2005  | 20  | НК                 | НК                 | —                  | Н/Д             | Н/Д             | Н/Д               | Н/Д             |
| 2006  | 21  | 118                | 85                 | —                  | Н/Д             | Н/Д             | Н/Д               | Н/Д             |
| 2007  | 22  | НК                 | НК                 | НК                 | Н/Д             | НФ              | Н/Д               | Н/Д             |
| 2008  | 23  | 60                 | 35                 | НК                 | Н/Д             | —               | 24                | Н/Д             |
| 2009  | 24  | 55                 | 38                 | НК                 | Н/Д             | —               | 27                | Н/Д             |
| 2010  | 25  | 112                | 91                 | НК                 | Н/Д             | 40              | —                 | Н/Д             |
| 2011  | 26  | НК                 | НК                 | —                  | —               | —               | —                 | Н/Д             |
| 2012  | 27  | 84                 | 62                 | НК                 | 46              | 45              | —                 | Н/Д             |
| 2013  | 28  | 48                 | 33                 | НК                 | 50              | 29              | 36                | Н/Д             |
| 2014  | 29  | 53                 | 34                 | 70                 | 39              | 26              | —                 | Н/Д             |
| 2015  | 30  | 39                 | 31                 | НК                 | 45              | 18              | Н/Д               | Н/Д             |
| 2016  | 31  | 80                 | 55                 | НК                 | —               | НФ              | Н/Д               | —               |
| 2018  | 33  | 66                 | 43                 | НК                 | —               | НФ              | 38                | Н/Д             |